# مخطوطة سمرقند

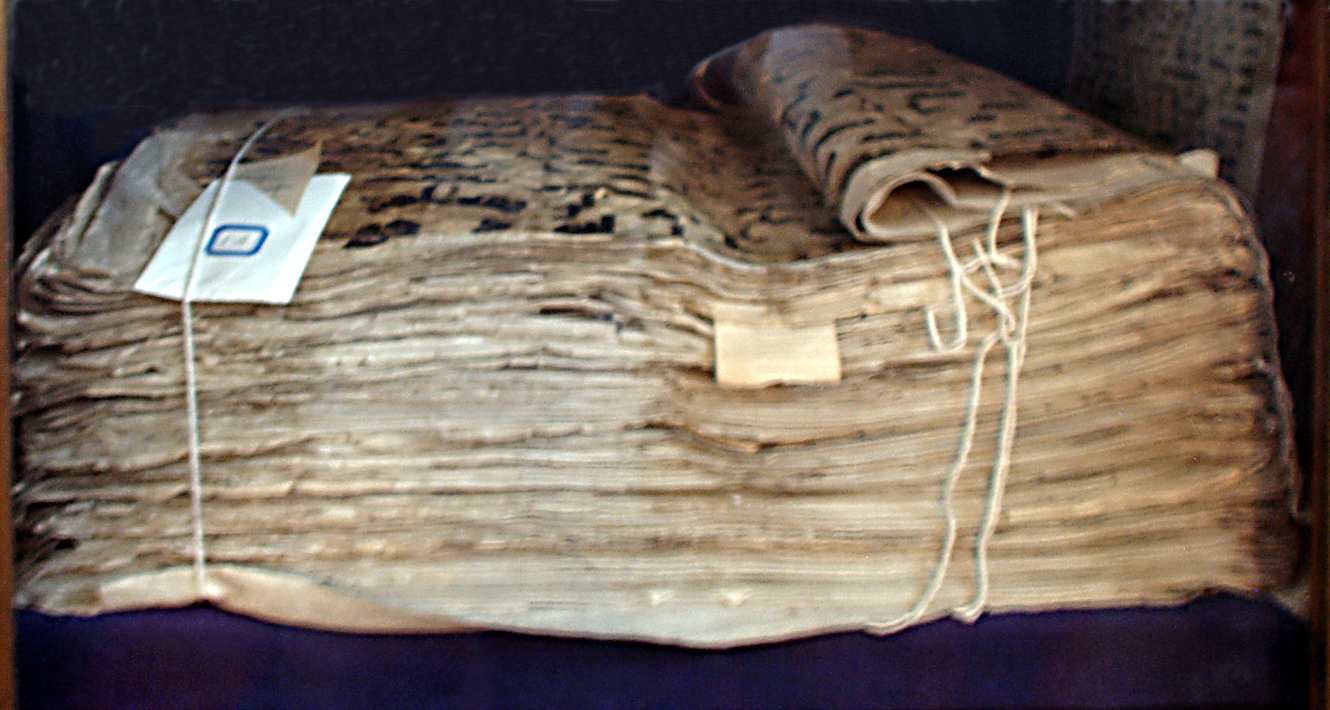
مخطوطة سمرقند، موجودة الآن في طشقند.

مخطوطة سمرقند وتسمى أيضا المصحف العثماني، والقراءة العثمانية، ومصحف سمرقند، وقرآن طشقند، أطلق عليه هذا الاسم نسبة إلى الخليفة الثالث عثمان بن عفان، وهو نسخة مخطوطة من القرآن، محفوظة في مكتبة هاست إمام في طشقند. برفقة مخطوطات صنعاء، يعتبر المصحف الأقدم على وجه الأرض.

## تاريخ تدوين المخطوطة
لا يُمكن أن يكون مصحف سمرقند قد كُتب قبل 150 عاما من استكمال القراءة العثمانية (ما يفترض أنه كان) على أقل تقدير، أي خلال أواخر القرن الثامن الميلادي أو أوائل القرن التاسع، وذلك لكونه مكتوبا بالخط الكوفي. يرى بعض المسلمين أن هناك قراءتين عثمانيتين، أو نسختان من مصحف عثمان القرآنية: 
- مخطوطة سمرقند في مكتبة طاشقند في أوزبكستان.
- مخطوطة طوپ قاپي في متحف طوپ قاپي في إسطنبول في تركيا.

يدعي البعض أن البقع الحمراء على إحدى صفحات المخطوطة تشير إلى بقع دمٍ تركتها جريمة قتل عثمان بن عفان . إن الإشكال في هذا الادعاء هو أن هاتان الوثيقتان مكتوبتان بالخط العثماني الذي لم يظهر، طبقا لما يقوله العالمان بالدراسات القرآنية «مارتن لنكز» وياسين حامد صفدي، إلا في أواخر القرن الثامن. مع العلم أن أقدم المخطوطات المكتشفة وجدت في عليّة في الجامع الكبير بصنعاء في عام 1972 التي تعود بتاريخها إلى القرن السابع أو الثامن ميلادي، أي أن الفترة بين وفاة رسول الله محمدﷺ وأول نسخة متوفرة من القرآن الكريم هي حوالي 70 عاماً.

## تاريخها
تُنسب هذه المخطوطة إلى الخليفة الثالث عثمان. في عام 651 م، بعد 19 عاما على وفاة رسول الله محمد بن عبد الله ﷺ 632 م، ندب عثمان هيئة لغرض إخراج نسخة قياسية لنص القرآن أرسلت خمس من هذه المصاحف القرآنية إلى المدن الإسلامية الرئيسية في تلك الحقبة، واحتفظ عثمان بواحدة لاستخدامه الشخصي في المدينة المنورة. يقال أن النسخة الأخرى الوحيدة يُحتفظ بها في قصر طوپ قاپي في تركيا.
خلف عثمانَ عليٌ بن أبي طالب الذي أخذ قرآن عثمان إلى الكوفة، في العراق حاليا. عندما دمر تيمورلنك المنطقة، أخذ المصحف إلى مسجد بيبي خانوم في عاصمته سمرقند باعتباره كنزا. وبقي هناك طوال أربعة قرون حتى عام 1868م عندما غزى الروس واستولوا على القرآن وجلبوه إلى المكتبة الإمبراطورية في سانت بطرسبرغ (التي تدعى اليوم بالمكتبة الوطنية الروسية).
بعد ثورة أكتوبر، أهدى فلاديمير لينين القرآن إلى شعب أوفا في باشكردستان (جمهورية روسية في حوض الفولغا في روسيا حاليا)، وبعد التماسات متكررة من شعب جمهورية تركستان السوفييتية الاشتراكية، أعيد القران إلى آسيا الوسطى، إلى طشقند، حيث بقي هنالك إلى اليوم.

## حالتها اليوم
إن المخطوطة المكتوبة على الرق محفوظة اليوم في مكتبة مسجد تليا شيخ في منطقة هاست إمام (حضرتي إمام) في طاشقند في أوزبكستان بقرب قبر كفل شاشي، وهو فقيه مسلم من القرن العاشر.
إن المخطوطة منقوصة نوعا ما، فلم يتبق فيها إلا ثلث القرآن. وهي تبدأ من منتصف الآية السابعة من سورة البقرة وتنتهي في سورة الزخرف: 10. كما إنها تحتوي على ثمان إلى اثنا عشر سطرا في كل صفحة، وهي خالية من علامات التنقيط لذلك فهي قديمة للغاية.

## المصدر
ترجمة عن Samarkand manuscript